# Армавір (станція)

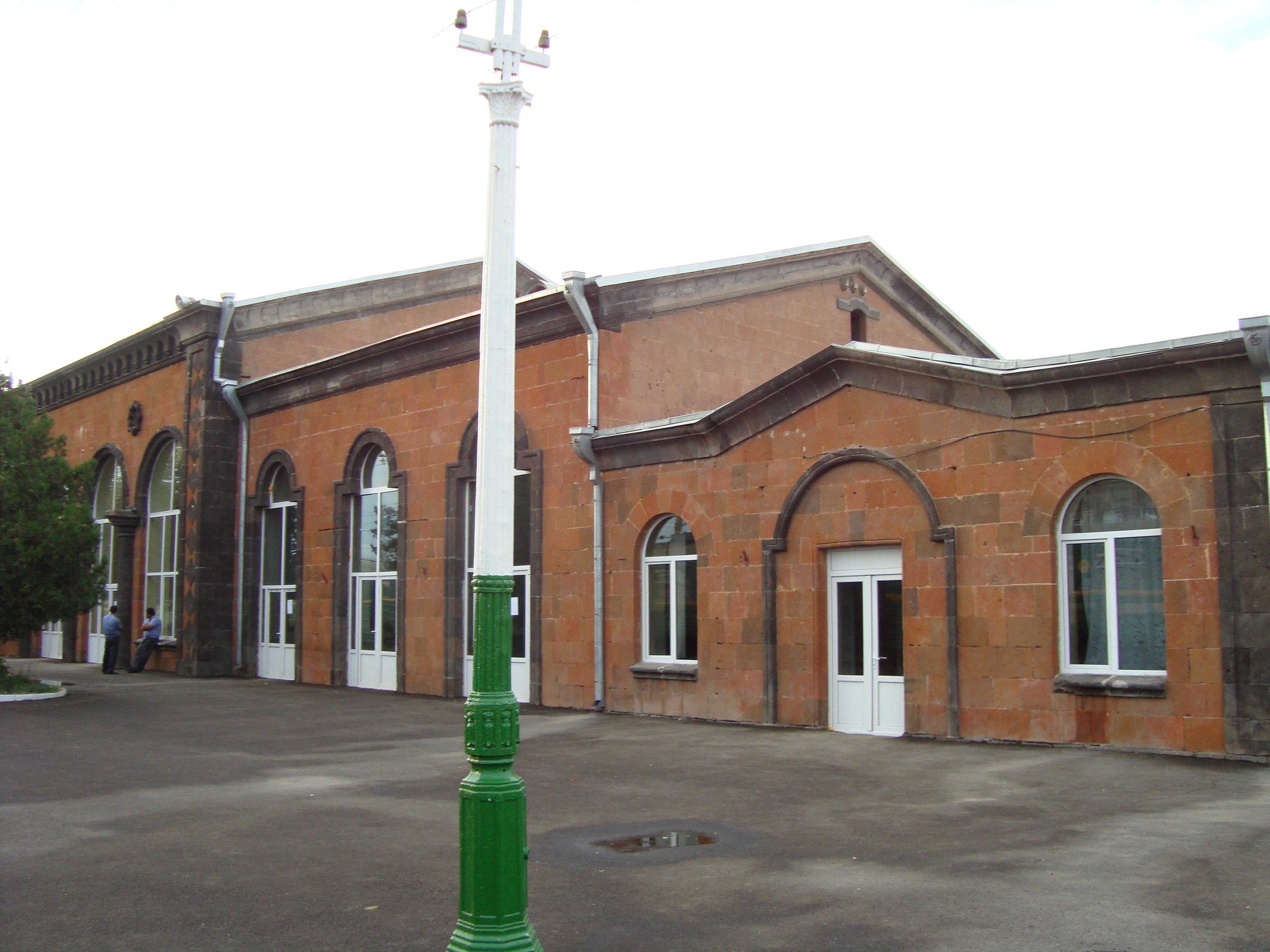
Залізнична станція Армавір

40°08′46″ пн. ш. 44°01′55″ сх. д. / 40.146084° пн. ш. 44.031993° сх. д.
Армавір — станція Південнокавказької залізниці, розміщена на дільниці Гюмрі — Масіс Вірменської залізниці, між станцією Аракс (відстань — 11 км) і платформою 2833 км (4 км). Від станції відходить лінія до станції Аршалуйс довжиною 14 км. Відстань до ст. Гюмрі — 106 км, до ст. Масіс — 34 км.
Розташована в однойменному місті.
Відкрита в 1902 році під назвою Сардарабад. У 1936 році перейменована на Октембер. Сучасна назва з 1990-х років.